# Władysław Radwański

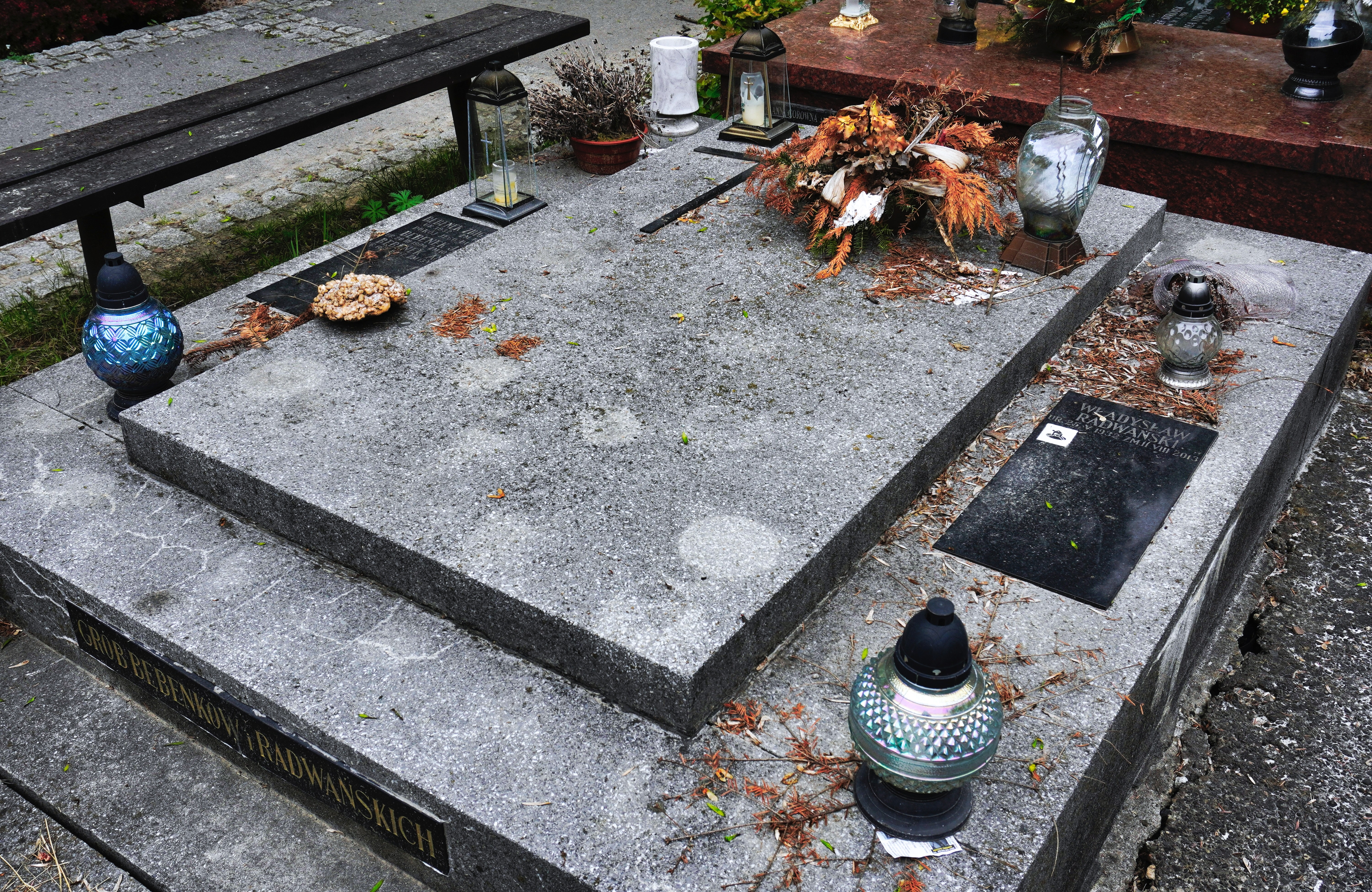
Grób Władysława Radwańskiego na cmentarzu Rakowickim w Krakowie

Władysław Radwański (ur. 25 maja 1932 w Krakowie, zm. 11 sierpnia 2013 tamże) – polski hokeista, trener, nauczyciel szkolny. Dziadek Agnieszki i Urszuli Radwańskich.

## Życiorys
Przed II wojną światową zamieszkiwał w Płaszowie.
Początkowo trenował piłkę nożną i od 1947 grał w zespole juniorskim Cracovii. Następnie trafił do sekcji hokejowej Cracovii, której był wieloletnim zawodnikiem do 1960. W 1959 wraz z drużyną wywalczył awans do ówczesnej I ligi. W trakcie kariery określany pseudonimem Siwy. Po zakończeniu kariery zawodniczej przez siedem lat był szkoleniowcem reprezentacji Polski juniorów (1964-1970), w tym na mistrzostwach Europy w tej kategorii wiekowej (1968-1970). W latach 1970–1986 był trenerem Cracovii, w tym dwukrotnie szkoleniowcem pierwszej drużyny. Łącznie przez 24 lata pracował jako trener hokejowy.
Absolwent Wyższej Szkoły Wychowania Fizycznego w Krakowie. Był nauczycielem wychowania fizycznego. Przez wiele lat pracował w Szkole Podstawowej nr 29 w dzielnicy Podgórze. Pracował także w Zespole Szkół Ogólnokształcących im. Juliusza Słowackiego Społecznego Towarzystwa Oświatowego w Krakowie. Po przejściu na emeryturę także w Szkole Społecznej nr 10.
Jego braćmi byli Marek i Wiesław. Miał żonę Barbarę. Ich syn Robert był tenisistą klubu KS Nadwiślan, uprawiał też łyżwiarstwo figurowe w KS Krakowianka. Wnuczki, Agnieszka i Urszula są tenisistkami. We wczesnym czasie ich kariery zapewnił im wsparcie finansowe.
W 2010 powstał film dokumentalny pt. Za czapkę gruszek w reżyserii i według scenariusza Dominiki Montean, który został poświęcony trzem hokeistom i trenerom Cracovii: Julianowi Korzeniakowi, Antoniemu Monteanowi (ojciec realizatorki) i Władysławowi Radwańskiemu.
Zmarł 11 sierpnia 2013 na skutek choroby nowotworowej. 17 sierpnia 2013 został pochowany na cmentarzu Rakowickim w Krakowie. Uroczystość ceremonii pogrzebowej uświetniła swoim śpiewem śpiewaczka Elżbieta Towarnicka.

## Odznaczenia
- Krzyż Kawalerski Orderu Odrodzenia Polski (1985)[1][2]
- Medal Komisji Edukacji Narodowej (1999)[1][2]
- Medal Za Zasługi dla PZHL (1986)[1][2]
- Złota Odznaka PZHL (1975)[1][2]
- Złota Odznaka 100-lecia Cracovii[2]
- Medal Cracoviae Merenti[c][2]
- Order Cracovia Restituta[2]
- Odznaka „Honoris Gratia”[2]
- Srebrna Odznaka Społecznego Towarzystwa Oświatowego[16]